# Josephine Wilson
Josephine Wilson (5 de julio de 1904-7 de noviembre de 1990) fue una actriz británica. 

## Biografía
Nacida en el Municipio de Bromley, en Londres, Inglaterra, la carrera de Josephine Wilson estuvo estrechamente unida a la de su esposo, el actor inglés de carácter Lord Bernard Miles. Cuando se casó con Miles en 1931, él hacía un año que acababa de debutar sobre los escenarios. Ambos actuaron juntos en numerosas representaciones hasta la década de 1950, en la cual fundaron el Mermaid Theatre.
La actriz inició su carrera cinematográfica en 1938 con un papel en el drama romántico de Victor Saville South Riding. Ese mismo año fue escogida por el director Alfred Hitchcock para trabajar en su famosa The Lady Vanishes, en la que encarnaba a Madame Kummer actuando junto a Margaret Lockwood y Michael Redgrave. En la película de Norman Walker Life of St. Paul (1938) hizo el papel principal femenino junto a Neal Arden. A principios de los años 1940 actuó en varias producciones, entre ellas el thriller de John Harlow The Dark Tower (1943), en el que también actuaban Ben Lyon, Anne Crawford, David Farrar, Herbert Lom y William Hartnell. En la comedia Quiet Weekend (1946), dirigida por Harold French, interpretó a Mary Jarrow. También actuó en el cine dirigida por su esposo en el drama de 1950 Chance of a Lifetime. Su última actuación cinematográfica llegó en 1955 en la cinta de Edward Dmytryk The End of the Affair, que fue protagonizada por Deborah Kerr y Van Johnson. 	
Con Bernard Miles, Wilson tuvo una hija actriz, Sally Miles (1933–1986), y un hijo, John Miles, que fue piloto. Cofundadora del Molecule Club, Josephine Wilson falleció a causa de un infarto agudo de miocardio en 1990 en Londres, a los 86 años de edad.

## Filmografía (selección)
- 1938 : South Riding
- 1938 : The Lady Vanishes
- 1938 : Life of St. Paul
- 1939 : Las cuatro plumas
- 1942 : Those Kids from Town
- 1943 : Uncensored
- 1943 : We Dive at Dawn
- 1943 : The Adventures of Tartu
- 1943 : The Dark Tower
- 1946 : Quiet Weekend
- 1950 : Chance of a Lifetime
- 1955 : The End of the Affair